# Den Burg

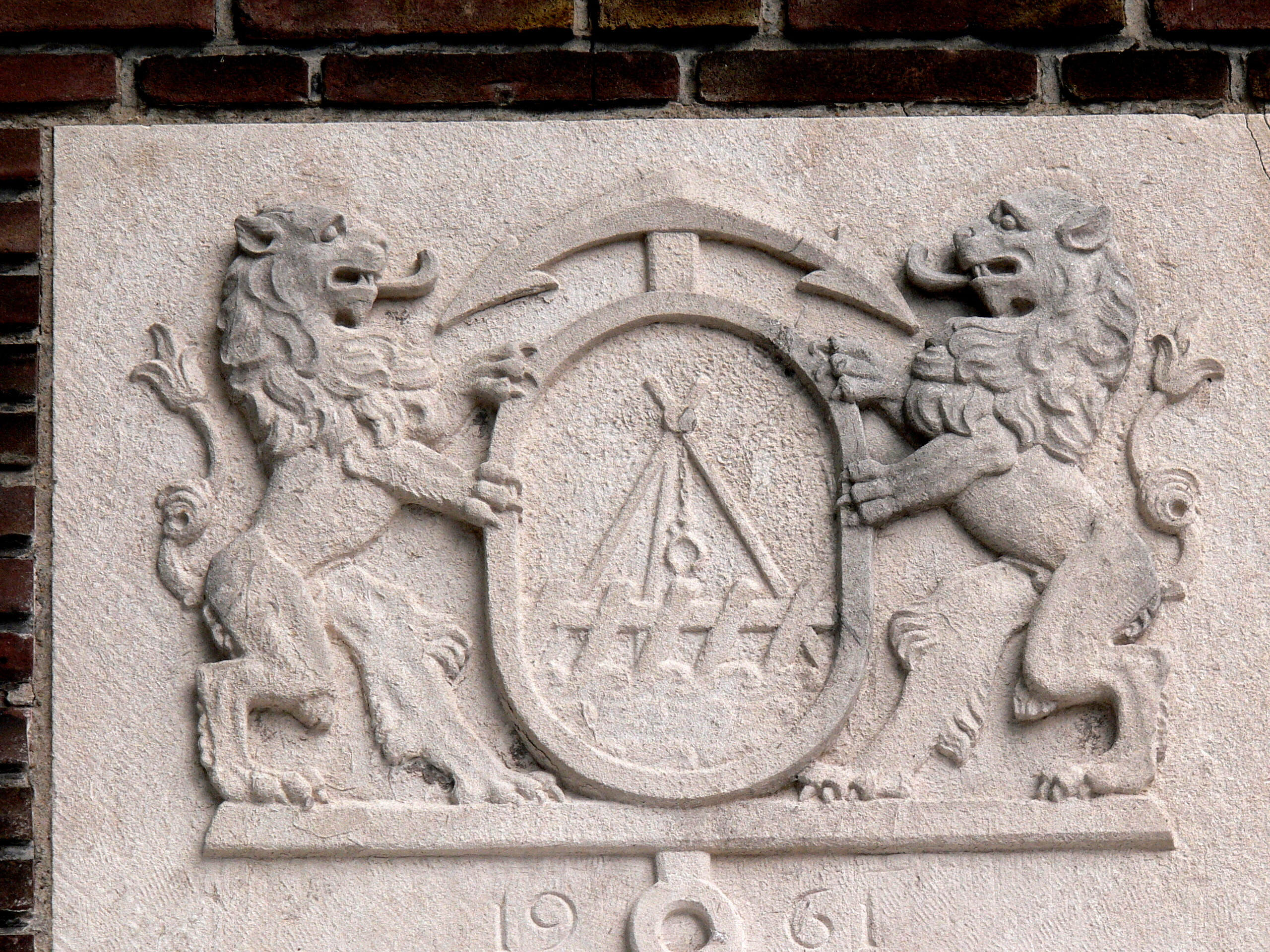
Stemma di Den Burg

Den Burg (pron.: /den børx/; 1,47 km²; 7.000 ab. circa) è un villaggio dell'Olanda Settentrionale e capoluogo dell'isola (e comune) di Texel, l'isola più estesa dell'arcipelago delle Isole Frisone Occidentali.
È la località più grande di Texel: abita qui circa la metà della popolazione dell'isola, che conta circa 14.000 abitanti.

## Geografia fisica
Den Burg sin trova nella parte meridionale e nella zona interna dell'isola di Texel, a circa 5 km a nord di Den Hoorn (il primo centro che si incontra a Texel raggiungendo l'isola dalla terraferma), tra i villaggi di De Koog e Oudeschild (rispettivamente a sud-est del primo e a nord-ovest del secondo).

## Storia
La fondazione della cittadina risalirebbe intorno alla seconda metà del IX secolo e si sarebbe resa necessaria come difesa dagli attacchi dei Vichinghi  Secondo lo studioso Woltering, risalirebbe invece già alla seconda metà del VII secolo o alla prima metà dell'VIII secolo.

## Monumenti e luoghi d'interesse
La cittadina vanta 64 edifici (per lo più abitazioni e fattorie) classificati come rijksmonumenten ("monumenti del regno").
|  |  |

### Architetture religiose
- Chiesa riformata, costruita intorno al 1400[1]
- Chiesa di San Giovanni Battista, costruita nel 1863[1]